# Itala (automobilka)

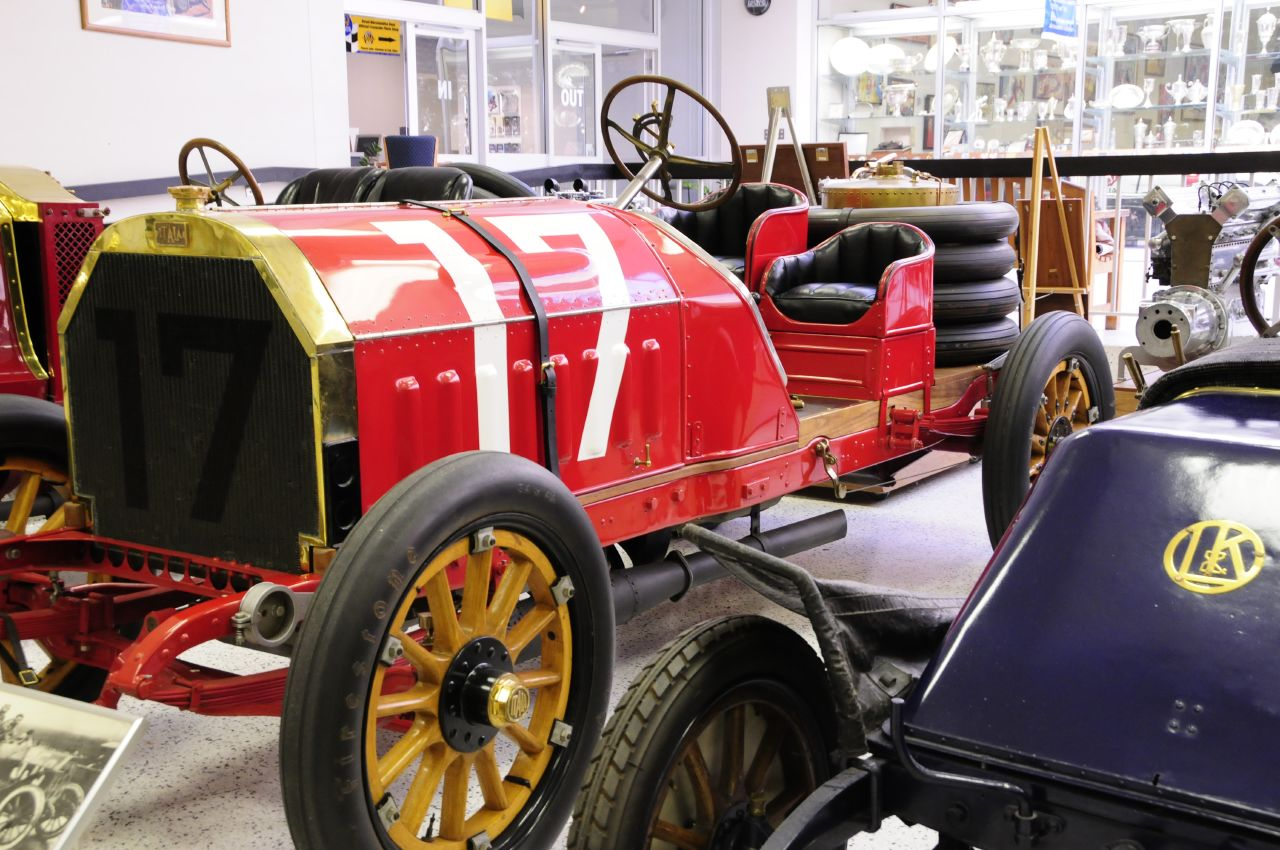
Itala z roku 1907 s 14,75 litrovým čtyřválcovým motorem

Itala byla automobilka v italském Turíně, založená v roce 1903 Matteem Cieranem a pěti partnery. Vyráběla mezi lety 1904 - 1934.

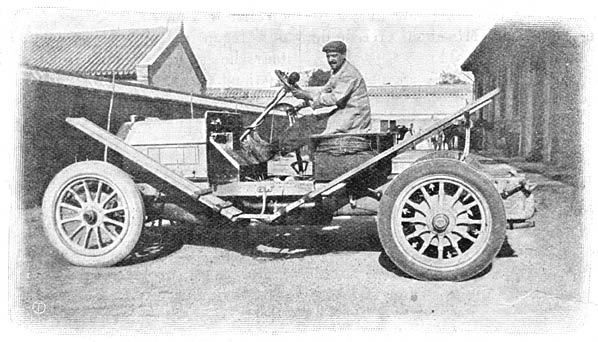
Itala model 35/45 HP (1907) který vyhrál závod Peking - Paříž v roce 1907.

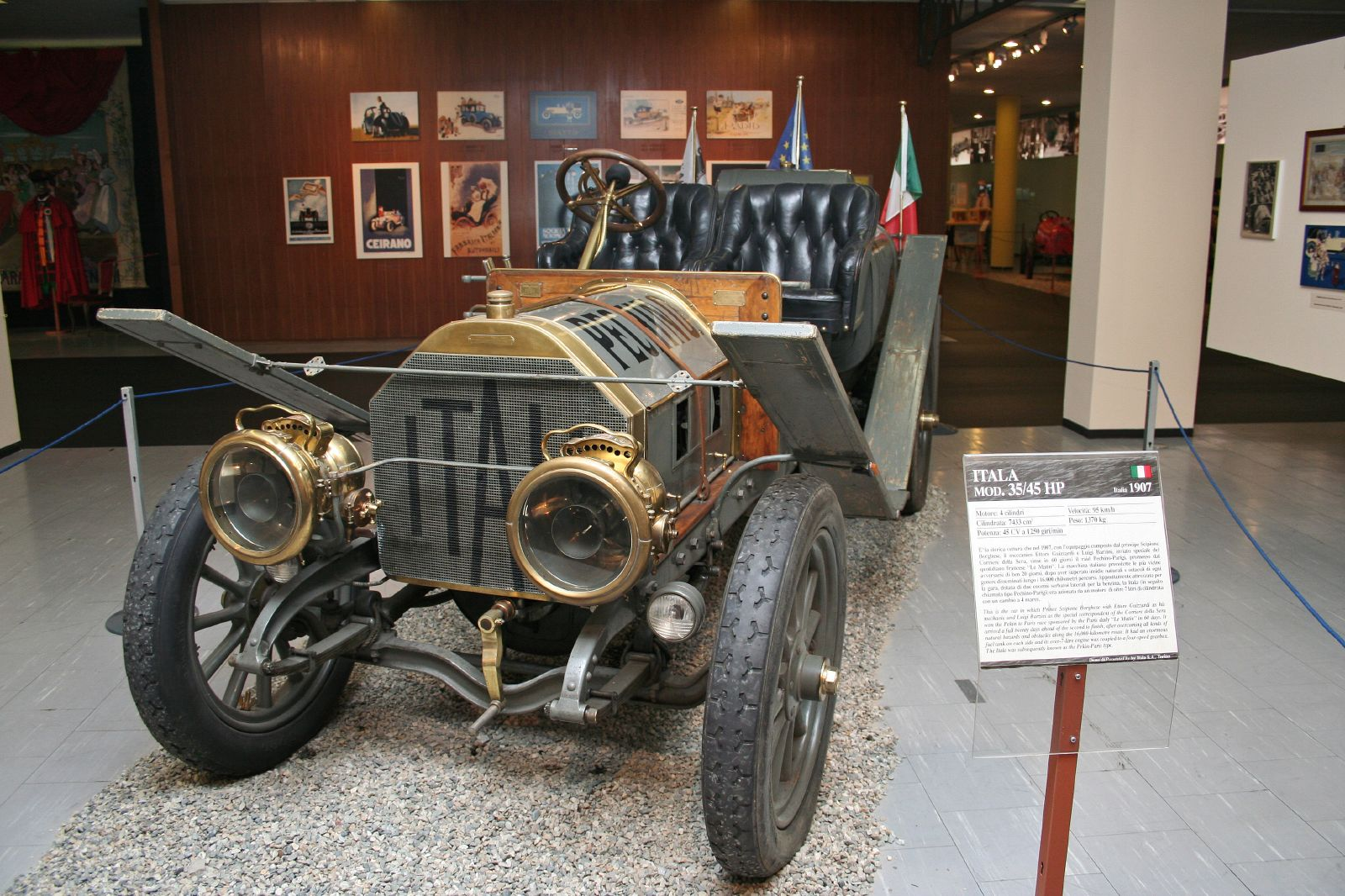
Itala 35/45 HP v Museo dell'automobile v Turíně.

V prvním roce byly nabízeny tři modely: 18hp, 24hp a 50hp (výkon motoru v koních). V roce 1905 začaly vyrábět závodní automobily s velkými motory - 14,8litrový pětiválcový automobil, který vyhrál Coppa Florio a rok na to Targa Florio. V roce 1907 model 35/45hp řízený hrabětem Scipione Borghese vyhrál závod Peking-Paříž 1907, tato cesta mu trvala šedesát dní (v roce 1908 vyšla i v češtině obsáhlá knižní reportáž “Světem automobilem, aneb z Pekingu do Paříže v šedesáti dnech” v nakladatelství Jos. R. Vilímek. Jejím autorem byl novinář Luigi Barzini, který celý závod absolvoval jako spolujezdec). Tyto sportovní úspěchy dramaticky pomohly prodejům a společnost mohla růst. Společnost mohla experimentovat ve vývoji motorů a na začátku první světové války měla širokou paletu modelů. Během války vyráběla letecké motory. V roce 1934 byla koupena společností FIAT.